# Josaphat (ruisseau)
Pour les articles homonymes, voir Josaphat.
Le Josaphat est un ruisseau traversant la vallée du Josaphat dans la commune bruxelloise de Schaerbeek. Son ancien nom est le Roodebeek.
Une de ses sources (visible) se situe dans le parc Josaphat, à la Fontaine d'amour.
Le Josaphat est un affluent du Maelbeek.

## Galerie de photos

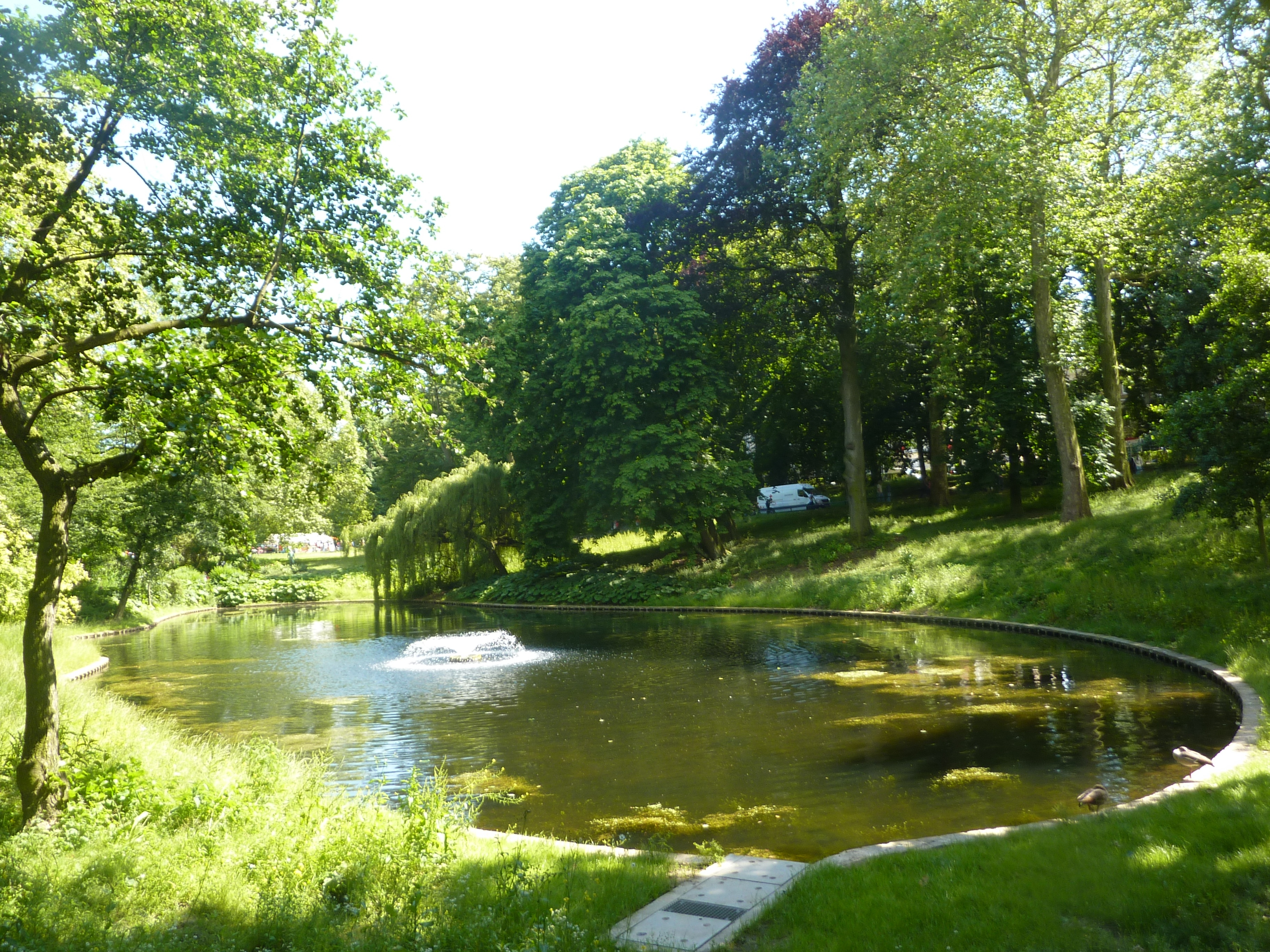
Un étang du parc Josaphat sur le trajet du Josaphat.